# Casa Simion Gheorghiu
Casa Simion Gheorghiu este un monument istoric aflat pe teritoriul municipiului Galați.
Casa are următoarele nivele: subsol parțial, parter și două etaje. Structura de rezistență este din zidărie de cărămidă, bolțile sunt tot din cărămidă iar planșeele din lemn și metal. Principala particularitate a imobilului constă în deschiderile mari, în zona de acces. Inițial avea la parter spații comerciale. Actuala clădire a fost construită pe terenul cumpărat în 1914 de Simion Gheorghiu pe strada Domnească, colț cu Gamulea, de la familia Alexandrescu. Mai târziu, Simion Gheorghiu a vândut casa unui anume Demostene Hagimatias și s-a mutat la București. Prin anii 1960, clădirea a trecut în proprietatea statului. Pe vremuri, clădirea avea la parter spații comerciale: Braseria Palace, Gioconda, Drogheria Forența.